# ヘイル郡 (テキサス州)
ヘイル郡（英: Hale County）は、アメリカ合衆国テキサス州の北部に位置する郡である。2010年国勢調査での人口は36,273人であり、2000年の36,602人から0.9%減少した。郡庁所在地はプレーンビュー市（人口22,194人）であり、同郡で人口最大の都市でもある。ヘイル郡は1888年に組織化され、郡名はサンジャシントの戦いの英雄であるジョン・C・ヘイル中尉にちなんで名付けられた。有名なヘイル郡判事ビル・ホラーズ、別名「ハング・エム・ハイ」（やつらを高く吊るせ）・ホラーズの出身地である。

## 年譜
- 紀元前7000年、パレオ・インディアンが最初の住人だった。その後、コマンチ族インディアンなどが入ってきた[4]
- 1876年、テキサス州議会がベア郡から分離してヘイル郡を設立した[4]
- 1881年、T・W・モリソンとT・N・モリソンの兄弟、およびW・D・ジョンソンが牛を飼うクロス・L牧場とXIT牧場を設立した[5]
- 1883年、ニューヨーク市のメソジスト牧師ホレイショ・グレイブスが郡内で最初の恒久的白人開拓者となった[5]
- 1886年、羊の牧場主ザカリー・テイラー・マクスウェルが、家族と羊2,000頭をフロイド郡から2つのエノキ木立のある場所に移したときに、プレーンビューの町が始まった[6]。そこはラナルド・S・マッケンジー大佐が造った軍用道に沿っていた。プレーンビュー名前はその地域の景観から得られた[7]
- 1888年、ヘイル郡が組織化された。プレーンビューが郡庁所在地になった[8]
- 1900年、郡内には259の農園と牧場があり、人口は1,680人だった[4]
- 1906年、サンタフェ鉄道がプレーンビューまで開通した[9]
- 1906年、ウェイランド・バプテスト・カレッジがプレーンビューに設立された[10]
- 1909年、事業家のリーバイ・シックがプレーンビューにシック・オペラ・ハウスを開いた[11]
- 1911年、郡では初のモーター駆動灌漑井戸が掘られた[4]
- 1912年、テキサス土地開発会社がプレーンビューで組織化された。その目的は広大な土地を個々の農園に分割して開拓者を誘致し、各農園への入植に備えることだった[12]
- 1944年、レーンビュー遺跡が発見された。考古学者は骨や人工物に加えて、現在のバイソンよりも約2倍もあるバイソンの骨格100個を発見した[13]
- 1946年、ラム郡とヘイル郡に跨るアントン・アイリッシュ油田で石油が発見された[14]
- 1969年、郡出身の歌手、ジミー・ディーン、その兄弟のドン・ディーン、および義理の従兄弟のトロイ・プリチャードがプレーンビューにジミー・ディーン・ソーセージ会社を設立し、ジミー・ディーン精肉会社を開いた[15]
- 1986年、ヘイル郡はこのときまで酒類の販売を禁じる62郡の中に入っていた[16]
- 2010年、プレーンビューの保険業者で共和党のジム・ランドトループがテキサス州下院第85選挙区で当選した。ランドトループは2006年の選挙でクロスビー郡出身のジョセフ・P・ヘフリンに敗れていた。[17]

## 地理
アメリカ合衆国国勢調査局に拠れば、郡域全面積は1,005平方マイル (2,602.9 km2)であり、事実上全て陸地である。

### 主要高規格道路
- 州間高速道路27号線
- アメリカ国道70号線
- テキサス州道194号線

### 隣接する郡
- スウィッシャー郡 - 北
- フロイド郡 - 東
- ラボック郡 - 南
- ラム郡 - 西
- カストロ郡 - 北西

## 人口動態
以下は2000年国勢調査による人口統計データである。
| 基礎データ - 人口: 36,602人 - 世帯数: 11,975 世帯 - 家族数: 9,136 家族 - 人口密度: 14人/km2（36人/mi2） - 住居数: 13,526軒 - 住居密度: 5軒/km2（14軒/mi2） 人種別人口構成 - 白人: 66.77% - アフリカン・アメリカン: 5.79% - ネイティブ・アメリカン: 0.92% - アジア人: 0.30% - 太平洋諸島系: 0.04% - その他の人種: 23.76% - 混血: 2.42% - ヒスパニック・ラテン系: 47.90% 年齢別人口構成 - 18歳未満: 30.2% - 18-24歳: 11.4% - 25-44歳: 27.2% - 45-64歳: 18.3% - 65歳以上: 12.9% - 年齢の中央値: 31歳 - 性比（女性100人あたり男性の人口） - 総人口: 102.4 - 18歳以上: 101.3 | 世帯と家族（対世帯数） - 18歳未満の子供がいる: 40.4% - 結婚・同居している夫婦: 60.3% - 未婚・離婚・死別女性が世帯主: 11.6% - 非家族世帯: 23.7% - 単身世帯: 21.0% - 65歳以上の老人1人暮らし: 10.7% - 平均構成人数 - 世帯: 2.86人 - 家族: 3.32人 収入と家計 - 収入の中央値 - 世帯: 31,280米ドル - 家族: 35,250米ドル - 性別 - 男性: 26,007米ドル - 女性: 20,057米ドル - 人口1人あたり収入: 13,655米ドル - 貧困線以下 - 対人口: 18.0% - 対家族数: 14.3% - 18歳未満: 23.3% - 65歳以上: 14.8% |

## 都市と町
- アバーナシー
- コットンセンター
- エドモンソン
- ヘイルセンター
- ヘイルシティ
- ピーターズバーグ
- プレーンビュー - 郡庁所在地
- セスウォード